# Ständehaus (Grevenbroich)

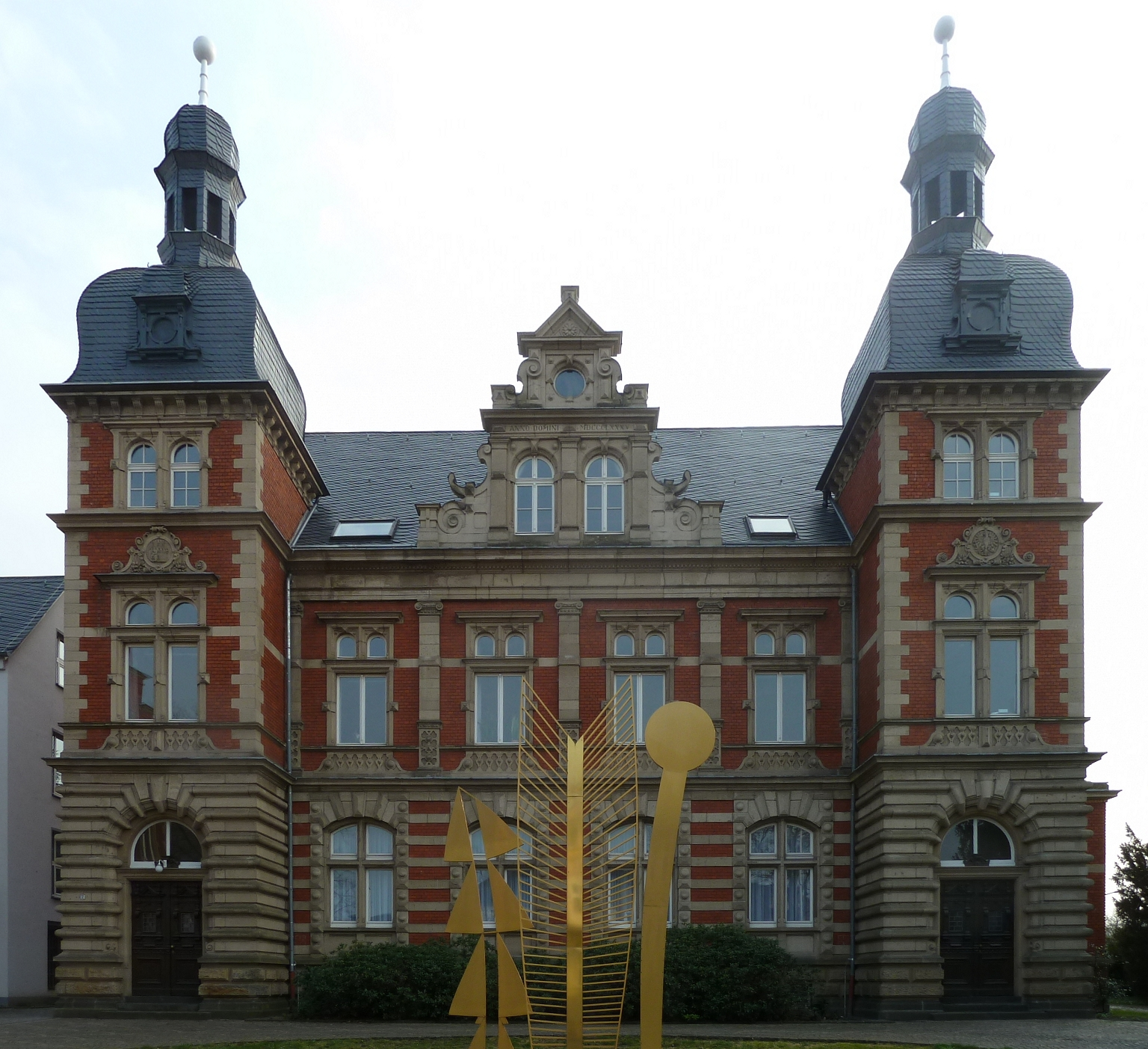
Ständehaus Grevenbroich

Das Ständehaus in Grevenbroich wurde 1885 vom Architekten Caspar Clemens Pickel als Verwaltungsgebäude und Sitz des preußischen Landrats errichtet. Vor dem Gebäude befindet sich seit 1992 eine Skulptur von Heinz Mack. Das Gebäude ist heute Teil der Kreisverwaltung des Rhein-Kreises Neuss in Grevenbroich.